# German Open 1995 (Badminton)
Die German Open 1995 im Badminton fanden vom 18. bis zum 22. Oktober 1995 in Leverkusen statt. Die Finalspiele wurden am 22. Oktober 1995 ausgetragen. Das Preisgeld betrug 100.000 USD.

## Sieger und Platzierte
| Disziplin    | Gold                              | Silber                     | Bronze                          |
| ------------ | --------------------------------- | -------------------------- | ------------------------------- |
| Herreneinzel | Joko Suprianto                    | Poul-Erik Høyer Larsen     | Peter Rasmussen                 |
| Herreneinzel | Joko Suprianto                    | Poul-Erik Høyer Larsen     | Fung Permadi                    |
| Dameneinzel  | Camilla Martin                    | Mia Audina                 | Yuliani Santosa                 |
| Dameneinzel  | Camilla Martin                    | Mia Audina                 | Anne Søndergaard                |
| Herrendoppel | Jon Holst-Christensen Thomas Lund | Ade Sutrisna Candra Wijaya | Tony Gunawan Rudy Wijaya        |
| Herrendoppel | Jon Holst-Christensen Thomas Lund | Ade Sutrisna Candra Wijaya | Jens Eriksen Christian Jakobsen |
| Damendoppel  | Eliza Nathanael Zelin Resiana     | Chen Ying Peng Xinyong     | Tomomi Matsuo Masako Sakamoto   |
| Damendoppel  | Eliza Nathanael Zelin Resiana     | Chen Ying Peng Xinyong     | Aiko Miyamura Akiko Miyamura    |
| Mixed        | Ron Michels Erica van den Heuvel  | Michael Keck Karen Neumann | Chen Xingdong Peng Xinyong      |
| Mixed        | Ron Michels Erica van den Heuvel  | Michael Keck Karen Neumann | Nikolai Sujew Marina Yakusheva  |

## Finalergebnisse
| Disziplin    | Sieger                            | Finalist                   | Ergebnis           |
| ------------ | --------------------------------- | -------------------------- | ------------------ |
| Herreneinzel | Joko Suprianto                    | Poul-Erik Høyer Larsen     | 17–14, 15–11       |
| Dameneinzel  | Camilla Martin                    | Mia Audina                 | 11–6, 11–6         |
| Herrendoppel | Jon Holst-Christensen Thomas Lund | Ade Sutrisna Candra Wijaya | 15–8, 15–13        |
| Damendoppel  | Eliza Nathanael Zelin Resiana     | Chen Ying Peng Xinyong     | kampflos           |
| Mixed        | Ron Michels Erica van den Heuvel  | Michael Keck Karen Neumann | 15–6, 13–15, 15–11 |

## Herreneinzel
- Peter Gade –  Fernando Silva: 15-11 / 15-7
- Xie Yangchun –  Jesper Olsson: 15-6 / 15-4
- Iain Sydie –  Detlef Poste: 18-15 / 15-2
- Anders Nielsen –  Lasse Lindelöf: 15-5 / 15-5
- Thomas Søgaard –  Dwi Aryanto: 15-9 / 2-15 / 15-8
- Peter Knowles –  Edwin van Dalm: 15-13 / 17-14
- Fumihiko Machida –  Bruce Flockhart: 15-18 / 15-3 / 15-10
- Rikard Magnusson –  Pang Chen: 15-5 / 13-15 / 15-8
- Martin Lundgaard Hansen –  Pedro Vanneste: 15-3 / 15-6
- Joris van Soerland –  Chris Bruil: 9-15 / 15-8 / 15-11
- Dharma Gunawi –  Wang Xuyan: 15-8 / 15-9
- Robert Liljequist –  Ge Cheng: 15-6 / 15-2
- Oliver Pongratz –  Hans Sperre: 15-5 / 15-6
- Imay Hendra –  Vladislav Tikhomirov: 15-6 / 15-10
- Jaimie Dawson –  Takaaki Hayashi: 15-3 / 15-6
- Kenneth Jonassen –  Hannes Fuchs: 15-7 / 15-11
- Joko Suprianto –  Peter Gade: 15-9 / 15-9
- Xie Yangchun –  Ong Ewe Hock: 15-10 / 15-9
- Jens Olsson –  Iain Sydie: 15-13 / 15-6
- Søren B. Nielsen –  Anders Nielsen: 15-4 / 15-13
- Fung Permadi –  Thomas Søgaard: 15-9 / 15-11
- Peter Knowles –  Andrei Antropow: 15-10 / 15-7
- Thomas Wapp –  Fumihiko Machida: 12-15 / 15-8 / 15-11
- Hu Zhilang –  Rikard Magnusson: 8-15 / 15-8 / 18-17
- Darren Hall –  Martin Lundgaard Hansen: 6-15 / 15-8 / 15-11
- Hendrawan –  Joris van Soerland: 15-9 / 15-6
- Peter Rasmussen –  Dharma Gunawi: 15-2 / 15-5
- Rashid Sidek –  Robert Liljequist: 15-4 / 15-12
- Oliver Pongratz –  Jeroen van Dijk: 17-14 / 8-15 / 15-8
- Imay Hendra –  Lioe Tiong Ping: 17-16 / 13-15 / 15-12
- Thomas Johansson –  Jaimie Dawson: 15-5 / 15-2
- Poul-Erik Høyer Larsen –  Kenneth Jonassen: 15-6 / 18-16
- Joko Suprianto –  Xie Yangchun: 15-9 / 15-7
- Jens Olsson –  Søren B. Nielsen: 15-12 / 7-15 / 15-5
- Fung Permadi –  Peter Knowles: 15-5 / 15-9
- Hu Zhilang –  Thomas Wapp: 15-4 / 15-2
- Darren Hall –  Hendrawan: 15-10 / 18-16
- Peter Rasmussen –  Rashid Sidek: 15-3 / 15-8
- Oliver Pongratz –  Imay Hendra: 15-6 / 15-6
- Poul-Erik Høyer Larsen –  Thomas Johansson: 15-9 / 12-15 / 15-10
- Joko Suprianto –  Jens Olsson: 15-9 / 15-6
- Fung Permadi –  Hu Zhilang: 10-15 / 15-14 / 15-6
- Peter Rasmussen –  Darren Hall: 15-3 / 15-7
- Poul-Erik Høyer Larsen –  Oliver Pongratz: 15-10 / 15-9
- Joko Suprianto –  Fung Permadi: 15-7 / 15-11
- Poul-Erik Høyer Larsen –  Peter Rasmussen: 15-10 / 18-16
- Joko Suprianto –  Poul-Erik Høyer Larsen: 17-14 / 15-11

## Dameneinzel Qualifikation
- Karolina Ericsson –  Stefanie Müller: 11-8 / 11-8
- Brenda Beenhakker –  Charmaine Reid: 11-8 / 11-1
- Tanya Woodward –  Hariati: 11-6 / 11-4
- Claudia Vogelgsang –  Andrea Ódor: 11-4 / 11-2
- Doris Piché –  Kirsten Sprang: 11-6 / 10-12 / 11-5
- Dorota Borek –  Emma Constable: 11-8 / 11-6
- Elena Sukhareva –  Tatiana Vattier: 11-2 / 11-2
- Heidi Dössing –  Camilla Wright: 11-5 / 11-4
- Kelly Morgan –  Heather Poole: 11-1 / 11-2
- Lonneke Janssen –  Heike Schönharting: 11-4 / 4-11 / 11-0
- Christine Skropke –  Andrea Dakó: 12-9 / 11-6
- Sandra Dimbour –  Adrienn Kocsis: 7-11 / 11-6 / 11-5
- Marina Andrievskaia –  Kara Solmundson: 11-1 / 11-1
- Nicole Grether –  Natalia Gorodnicheva: 11-7 / 11-6
- Alison Humby –  Kathy Zimmerman: 11-1 / 11-1
- Brenda Beenhakker –  Karolina Ericsson: 11-8 / 10-12 / 11-4
- Tanya Woodward –  Claudia Vogelgsang: 11-4 / 11-6
- Doris Piché –  Dorota Borek: 11-7 / 11-4
- Heidi Dössing –  Elena Sukhareva: 5-11 / 11-1 / 11-1
- Kelly Morgan –  Lonneke Janssen: 12-10 / 11-1
- Christine Skropke –  Sandra Dimbour: 11-7 / 7-11 / 11-0
- Nicole Grether –  Alison Humby: 12-10 / 15-0

## Dameneinzel
- Meiluawati –  Tanja Berg: 11-3 / 9-12 / 12-11
- Irina Yakusheva –  Chan Ya-lin: 11-6 / 11-8
- Yuliani Santosa –  Mette Pedersen: 11-6 / 11-6
- Takako Ida –  Katarzyna Krasowska: 12-9 / 11-0
- Camilla Martin –  Masako Sakamoto: 11-1 / 11-2
- Ika Heny –  Heidi Dössing: 11-6 / 11-1
- Hisako Mizui –  Jeng Shwu-zen: 11-1 / 11-4
- Catrine Bengtsson –  Joanne Muggeridge: 11-7 / 11-1
- Monique Hoogland –  Yoshiko Ohta: 12-9 / 11-1
- Lidya Djaelawijaya –  Marina Yakusheva: 11-6 / 6-11 / 11-1
- Anne Søndergaard –  Brenda Beenhakker: 11-7 / 11-2
- Marina Andrievskaia –  Margit Borg: 11-3 / 11-8
- Kelly Morgan –  Lotte Thomsen: 11-1 / 11-8
- Christine Magnusson –  Yasuko Mizui: 11-4 / 8-11 / 11-5
- Huang Chia-chi –  Julia Mann: 11-4 / 11-1
- Mia Audina –  Elena Rybkina: 11-3 / 11-5
- Meiluawati –  Irina Yakusheva: 11-2 / 11-3
- Yuliani Santosa –  Takako Ida: 9-12 / 12-11 / 11-7
- Camilla Martin –  Ika Heny: 11-2 / 11-1
- Hisako Mizui –  Catrine Bengtsson: 11-0 / 11-3
- Lidya Djaelawijaya –  Monique Hoogland: 11-7 / 11-6
- Anne Søndergaard –  Marina Andrievskaia: 9-12 / 11-5 / 12-10
- Christine Magnusson –  Kelly Morgan: 11-2 / 11-5
- Mia Audina –  Huang Chia-chi: 11-1 / 11-8
- Yuliani Santosa –  Meiluawati: 9-11 / 11-5 / 11-9
- Camilla Martin –  Hisako Mizui: 11-4 / 11-3
- Anne Søndergaard –  Lidya Djaelawijaya: 11-1 / 12-10
- Mia Audina –  Christine Magnusson: 11-4 / 11-3
- Camilla Martin –  Yuliani Santosa: 11-2 / 11-7
- Mia Audina –  Anne Søndergaard: 11-7 / 11-6
- Camilla Martin –  Mia Audina: 11-6 / 11-6

## Herrendoppel Qualifikation
- Hugo Rodrigues /  Marco Vasconcelos –  Arno De Jong /  Joost Kool: 15-11 / 15-12
- Dharma Gunawi /  Li Ang –  Björn Decker /  Martin Kranitz: 15-11 / 16-17 / 15-7
- Erik Lia /  Trond Wåland –  Jin (1) Chen /  Guntur Hariono: 15-4 / 15-6
- Kenneth Jonassen /  Niels Christian Kaldau –  Jesper Larsen /  Thomas Reidy: 15-13 / 15-8
- Jesper Mikla /  Peder Nissen –  Gerben Bruijstens /  Rolf Monteiro: 15-9 / 13-18 / 17-15
- Ge Cheng /  Tao Xiaoqiang –  Christian Barthel /  Jacek Hankiewicz: 15-3 / 15-3
- Árni Þór Hallgrímsson /  Broddi Kristjánsson –  Igor Dmitriev /  Anton Tiajkoun: 15-3 / 15-8
- Mike Beres /  Bryan Moody –  Harald Voepel /  Franklin Wahab: 15-11 / 15-12
- Luigi Dalli Cardillo /  Filip Vigneron –  Jacek Niedźwiedzki /  Dariusz Zięba: 15-11 / 7-15 / 15-12
- Christian Mohr /  Sven Schüler –  Marc Hannes /  Shen Li: 15-4 / 11-15 / 18-17
- Ron Michels /  Quinten van Dalm –  Manuel Dubrulle /  Robert Nock: 15-11 / 11-15 / 17-14
- Marek Bujak /  Volker Renzelmann –  Yann Maier /  Pawel Uwarow: 15-5 / 15-9
- Stefan Frey /  Jürgen Koch –  Roland Dorner /  Christian Nymand-Andersen: 15-3 / 15-4
- Oliver Pongratz /  Detlef Poste –  Bram Fernardin /  Kin Meng Horatius Hwang: 15-2 / 15-2
- Dharma Gunawi /  Li Ang –  Hugo Rodrigues /  Marco Vasconcelos: 15-7 / 15-6
- Kenneth Jonassen /  Niels Christian Kaldau –  Erik Lia /  Trond Wåland: 8-15 / 17-15 / 15-9
- Ge Cheng /  Tao Xiaoqiang –  Jesper Mikla /  Peder Nissen: 15-9 / 15-2
- Árni Þór Hallgrímsson /  Broddi Kristjánsson –  Mike Beres /  Bryan Moody: 15-2 / 15-6
- Christian Mohr /  Sven Schüler –  Luigi Dalli Cardillo /  Filip Vigneron: 14-17 / 15-6 / 15-9
- Ron Michels /  Quinten van Dalm –  Roland Kapps /  Stephan Kapps: 15-11 / 15-12
- Jim Laugesen /  Thomas Stavngaard –  Marek Bujak /  Volker Renzelmann: 15-3 / 15-8
- Stefan Frey /  Jürgen Koch –  Oliver Pongratz /  Detlef Poste: 10-15 / 15-2 / 15-10

## Herrendoppel
- Seng Kok Kiong /  Hadi Sugianto –  James Anderson /  Ian Pearson: 15-12 / 12-15 / 15-4
- Robert Mateusiak /  Damian Pławecki –  Jim Laugesen /  Thomas Stavngaard: 5-15 / 15-10 / 15-7
- Ge Cheng /  Tao Xiaoqiang –  Takaaki Hayashi /  Norio Imai: 15-12 / 18-14
- Kai Mitteldorf /  Uwe Ossenbrink –  Brent Olynyk /  Darryl Yung: 15-10 / 8-15 / 15-10
- Nick Ponting /  Julian Robertson –  Anil Kaul /  Iain Sydie: 17-14 / 15-7
- Shinji Bito /  Fumihiko Machida –  Stephan Kuhl /  Björn Siegemund: 18-17 / 15-13
- Jens Eriksen /  Christian Jakobsen –  Ron Michels /  Quinten van Dalm: 17-15 / 15-6
- Neil Cottrill /  John Quinn –  Dharma Gunawi /  Li Ang: 15-3 / 15-10
- Jon Holst-Christensen /  Thomas Lund –  Seng Kok Kiong /  Hadi Sugianto: 15-10 / 7-15 / 15-10
- Andrei Antropow /  Nikolai Sujew –  Robert Mateusiak /  Damian Pławecki: 15-3 / 15-4
- Tony Gunawan /  Rudy Wijaya –  Ge Cheng /  Tao Xiaoqiang: 15-3 / 15-11
- Simon Archer /  Chris Hunt –  Kai Mitteldorf /  Uwe Ossenbrink: 14-17 / 15-7 / 15-2
- Michael Søgaard /  Henrik Svarrer –  Nick Ponting /  Julian Robertson: 15-7 / 10-15 / 15-2
- Jens Eriksen /  Christian Jakobsen –  Michael Helber /  Michael Keck: 18-14 / 7-15 / 15-6
- Neil Cottrill /  John Quinn –  Ricardo Fernandes /  Fernando Silva: 15-9 / 15-2
- Ade Sutrisna /  Candra Wijaya –  Shinji Bito /  Fumihiko Machida: w.o.
- Jon Holst-Christensen /  Thomas Lund –  Andrei Antropow /  Nikolai Sujew: 15-6 / 15-11
- Tony Gunawan /  Rudy Wijaya –  Simon Archer /  Chris Hunt: 6-15 / 15-6 / 15-7
- Ade Sutrisna /  Candra Wijaya –  Michael Søgaard /  Henrik Svarrer: 15-7 / 9-15 / 15-4
- Jens Eriksen /  Christian Jakobsen –  Neil Cottrill /  John Quinn: 15-8 / 15-3
- Jon Holst-Christensen /  Thomas Lund –  Tony Gunawan /  Rudy Wijaya: 18-13 / 15-2
- Ade Sutrisna /  Candra Wijaya –  Jens Eriksen /  Christian Jakobsen: 7-15 / 15-9 / 15-9
- Jon Holst-Christensen /  Thomas Lund –  Ade Sutrisna /  Candra Wijaya: 15-8 / 15-13

## Damendoppel Qualifikation
- Christine Skropke /  Claudia Vogelgsang –  Melinda Keszthelyi /  Andrea Ódor: 11-15 / 15-3 / 18-15
- Doris Piché /  Kara Solmundson –  Virginie Delvingt /  Tatiana Vattier: 15-12 / 15-10
- Heidi Dössing /  Heike Schönharting –  Stefanie Westermann /  Kathy Zimmerman: 15-5 / 15-11
- Chen Ying /  Peng Xinyong –  Nicol Pitro /  Viola Rathgeber: 15-2 / 15-5
- Anthoinette Achterberg /  Brenda Beenhakker –  Dorota Borek /  Katarzyna Krasowska: 15-9 / 15-11
- Chan Ya-lin /  Jeng Shwu-zen –  Heather Poole /  Charmaine Reid: 15-8 / 15-6
- Rosalia Anastasia /  Deyana Lomban –  Andrea Dakó /  Adrienn Kocsis: 15-2 / 15-2
- Gao Qian /  Zhang Jin –  Karen Neumann /  Nicole van Hooren: 15-8 / 15-9
- Christine Skropke /  Claudia Vogelgsang –  Doris Piché /  Kara Solmundson: 5-15 / 15-13 / 15-7
- Chen Ying /  Peng Xinyong –  Heidi Dössing /  Heike Schönharting: 15-5 / 15-4
- Chan Ya-lin /  Jeng Shwu-zen –  Anthoinette Achterberg /  Brenda Beenhakker: 15-5 / 15-5
- Gao Qian /  Zhang Jin –  Rosalia Anastasia /  Deyana Lomban: 15-8 / 15-10

## Damendoppel
- Ann Jørgensen /  Lotte Olsen –  Sandra Beißel /  Nicole Grether: 15-3 / 15-8
- Maria Bengtsson /  Margit Borg –  Eline Coene /  Erica van den Heuvel: 15-13 / 11-15 / 15-9
- Katrin Schmidt /  Kerstin Ubben –  Gillian Gowers /  Sarah Hardaker: 13-15 / 15-9 / 18-17
- Nichola Beck /  Joanne Davies –  Tanja Berg /  Mette Pedersen: 15-3 / 15-1
- Eliza Nathanael /  Zelin Resiana –  Hisako Mizui /  Yasuko Mizui: 15-4 / 15-10
- Julie Bradbury /  Joanne Goode –  Ann Jørgensen /  Lotte Olsen: 15-13 / 4-15 / 15-8
- Gao Qian /  Zhang Jin –  Lisbet Stuer-Lauridsen /  Marlene Thomsen: 15-4 / 6-15 / 15-12
- Aiko Miyamura /  Akiko Miyamura –  Maria Bengtsson /  Margit Borg: 15-4 / 15-9
- Tomomi Matsuo /  Masako Sakamoto –  Katrin Schmidt /  Kerstin Ubben: 15-8 / 15-2
- Helene Kirkegaard /  Rikke Olsen –  Silvia Albrecht /  Santi Wibowo: 15-3 / 15-1
- Elena Rybkina /  Marina Yakusheva –  Nichola Beck /  Joanne Davies: 18-14 / 15-2
- Chen Ying /  Peng Xinyong –  Finarsih /  Lili Tampi: 15-10 / 15-4
- Eliza Nathanael /  Zelin Resiana –  Julie Bradbury /  Joanne Goode: 15-9 / 13-15 / 15-12
- Aiko Miyamura /  Akiko Miyamura –  Gao Qian /  Zhang Jin: 15-5 / 15-10
- Tomomi Matsuo /  Masako Sakamoto –  Helene Kirkegaard /  Rikke Olsen: 17-14 / 15-5
- Chen Ying /  Peng Xinyong –  Elena Rybkina /  Marina Yakusheva: 15-6 / 15-11
- Eliza Nathanael /  Zelin Resiana –  Aiko Miyamura /  Akiko Miyamura: 15-11 / 15-5
- Chen Ying /  Peng Xinyong –  Tomomi Matsuo /  Masako Sakamoto: 13-15 / 15-8 / 17-16
- Eliza Nathanael /  Zelin Resiana –  Chen Ying /  Peng Xinyong: w.o.

## Mixed
- Nikolai Sujew /  Marina Yakusheva –  James Anderson /  Emma Constable: 15-11 / 15-8
- Norio Imai /  Masako Sakamoto –  Trond Wåland /  Camilla Wright: 15-9 / 8-15 / 15-8
- Ian Pearson /  Joanne Davies –  Brent Olynyk /  Heather Poole: 15-11 / 15-7
- Aryono Miranat /  Dede Hasanah –  John Quinn /  Sarah Hardaker: 15-5 / 17-14
- Michael Søgaard /  Rikke Olsen –  Kai Mitteldorf /  Katrin Schmidt: 15-6 / 15-5
- Ron Michels /  Erica van den Heuvel –  Sandiarto /  Rosalia Anastasia: 11-15 / 15-13 / 15-12
- Thomas Stavngaard /  Ann Jørgensen –  Manuel Dubrulle /  Virginie Delvingt: 15-6 / 15-10
- Chen Xingdong /  Peng Xinyong –  Jesper Larsen /  Maria Bengtsson: 15-11 / 15-12
- Nikolai Sujew /  Marina Yakusheva –  Nick Ponting /  Joanne Goode: 12-15 / 15-7 / 15-8
- Christian Jakobsen /  Lotte Olsen –  Norio Imai /  Masako Sakamoto: 15-2 / 15-10
- Jan-Eric Antonsson /  Astrid Crabo –  Ian Pearson /  Joanne Davies: 15-3 / 12-15 / 15-5
- Michael Keck /  Karen Neumann –  Aryono Miranat /  Dede Hasanah: 15-12 / 13-15 / 15-8
- Michael Søgaard /  Rikke Olsen –  Flandy Limpele /  Rosalina Riseu: 15-8 / 13-15 / 15-2
- Ron Michels /  Erica van den Heuvel –  Simon Archer /  Julie Bradbury: 11-15 / 15-13 / 15-12
- Tao Xiaoqiang /  Wang Xiaoyuan –  Thomas Stavngaard /  Ann Jørgensen: 15-9 / 15-6
- Chen Xingdong /  Peng Xinyong –  Chris Hunt /  Gillian Gowers: 15-5 / 15-5
- Nikolai Sujew /  Marina Yakusheva –  Christian Jakobsen /  Lotte Olsen: 15-11 / 15-13
- Michael Keck /  Karen Neumann –  Jan-Eric Antonsson /  Astrid Crabo: 15-4 / 7-15 / 18-13
- Ron Michels /  Erica van den Heuvel –  Michael Søgaard /  Rikke Olsen: 15-12 / 13-18 / 15-14
- Chen Xingdong /  Peng Xinyong –  Tao Xiaoqiang /  Wang Xiaoyuan: 17-14 / 12-15 / 15-12
- Michael Keck /  Karen Neumann –  Nikolai Sujew /  Marina Yakusheva: 15-13 / 15-10
- Ron Michels /  Erica van den Heuvel –  Chen Xingdong /  Peng Xinyong: 15-9 / 15-4
- Ron Michels /  Erica van den Heuvel –  Michael Keck /  Karen Neumann: 15-6 / 13-15 / 15-11